# Serxwebûn
Serxwebûn (kurd. „Unabhängigkeit“) ist eine Zeitung der Arbeiterpartei Kurdistans (PKK), die monatlich in türkischer Sprache erscheint.
Die Zeitung wurde im März 1979, ein Jahr nach der Gründung der PKK, konzipiert und ging in Druck. Erster Chefredakteur war Mazlum Doğan. Schon einen Monat später, im April 1979, wurde die Zeitung in der Türkei verboten, da sie der PKK als Sprachrohr diente.
In Deutschland wird die Zeitung bis heute vertrieben (Stand 2019). Das Blatt wird in den Niederlanden verlegt und gedruckt. Die Zeitung wird vom Bundesamt für Verfassungsschutz als Propagandamittel der PKK eingeschätzt.